# Йозеф Винклер
Йозеф Винклер (на немски: Josef Winkler) е австрийски писател, автор на романи, разкази, есета, пътеписи и мемоари.

## Биография
Йозеф Винклер е роден през 1953 г. в семейството на земеделски стопанин. Израства в слабонаселеното място Камеринг, Каринтия, заедно с братята и сестрите си. По-късно описва бащиния си дом като „безсловесен свят“. Завършва селското основно училище в голяма бедност.
Първата книга, която попада в ръцете му, са приказките на Оскар Уайлд. После за дълго негов любим писател става Карл Май. След това развива стремежа да чете литература с по-голяма художествена стойност. Увлича се от романа „Чумата“ на Албер Камю, от произведенията на Петер Вайс и френските екзистенциалисти. Накрая намира своя духовен пътеводител в Петер Хандке, който му създава нов поглед върху езика, стила и формата на литературната творба.
След като завършва търговска гимназия, Винклер постъпва в бюрото на „Горнокаринтското млекопреработвателно предприятие“. По-късно следва във вечерната търговска академия в Клагенфурт, а денем помага в издателство, което издава книгите на Карл Май. От 1973 до 1982 г. работи в управлението на Клагенфуртския университет за образователни науки.

## Творчество
През 1979 г. Винклер печели престижната литературна награда „Ингеборг Бахмана“ за дебютния си роман „Рожба човешка“ („Menschenkind“). Заедно със следващите романи „Селянинът от Каринтия“ („Der Ackermann aus Kärnten“) (1980) и „Майчин език“ („Muttersprache“) (1982) книгата образува трилогията „Дивата Каринтия“ („Das wilde Kärnten“) (1995).
В произведенията на писателя значима роля играят темите родина, смърт, сексуалност, католицизъм и селският живот. Изхождайки от личния си опит, той разглежда проблемите, с които се сблъсква човекът в един патриархален и католически белязан свят.
Многобройните му пътувания в Италия, но преди всичко в Индия намират израз в творбите му. Винклер многократно описва индийските погребални ритуали, каквито наблюдава във Варанаси край река Ганг, и ги съпоставя с католическите ритуали в родината си.
След началото на писателската си дейност Винклер получава многобройни национални и международни признания, почести и награди. Най-значителният му успех е спечелването на престижната „Голяма австрийска държавна награда за литература“ (2007), последвана от високата награда „Георг Бюхнер“ (2008) и удостояването му през 2009 г. с доктор хонорис кауза на Клагенфуртския университет.
Книги на писателя са преведени на френски и испански, но също на руски, италиански, японски и словенски.
Йозеф Винклер е член на „Обединението на грацките автори“ и на „Съюза на австрийските писатели“. През 2010 г. е приет в „Австрийския художествен сенат“, чийто президент е до днес.

## Награди и отличия
- 1979: „Награда Ингеборг Бахмана“ (награда на журито)
- 1980: „Награда Антон Вилдганс“
- 1990: „Кранихщайнска литературна награда“
- 1992: „Австрийска награда за художествена литература“
- 1994/1995: Stadtschreiber von Bergen
- 1995: Bettina-von-Arnim-Preis
- 1996: „Награда „Манускрипте““ на провинция Щирия
- 1996: „Берлинска литературна награда“
- 2000: André-Gide-Preis für Wenn es soweit ist und für seinen Übersetzer ins Französische, Bernard Banoun
- 2001: „Награда Алфред Дьоблин“
- 2001: Otto-Stoessl-Preis
- 2002: Floriana Literaturpreis
- 2005: „Награда Франц Набл“ на град Грац
- 2007: „Голяма австрийска държавна награда за литература“
- 2008: „Награда Георг Бюхнер“
- 2009: „Почетен доктор“ на Университета в Клагенфурт[1]
- 2016/2017: Werkstipendium des Deutschen Literaturfonds